# Oscar Nunez
Oscar Nunez (Colón, 18 de novembro de 1958) é um ator cubano, mais conhecido por interpretar o personagem Oscar Martinez na série da NBC The Office.

## Filmografia
- The Lost City (2022) - Oscar
- Disenchanted (2022) - Edgar
- A Christmas Mystery (2022) - Gleen Martin
- Baywatch (2017) - Councilman Rodriguez
- Mr. Iglesias (2019-2020) - Carlos Hernández
- 9-1-1 (2018) - Guillermo
- NCIS: Los Angeles (2018) - Lionel Fernandez
- Baywatch (2017) - Councilman Rodriguez
- Mascots (2016) - Cesar Hidalgo
- Miss Stevens (2016) - Principal Alvarez
- People of Earth (2016-2017) - Father Doug
- Brooklyn Nine-Nine (2015) - Dr Porp
- Life in Pieces (2015) - Dr. James Changa
- The 33 (2015) - Yonni Barrios
- Bad Teacher (2014) - Louis
- Tell (2014) - Father Jack
- Looking dor Mr. Righ (2014) - Frank
- It's Always Sunny in Philadelphia (2013) - Sudz Manager
- New Girl (2013) - Cruise Director Doug
- Bob's Burgers (2012) - Pepe
- Without Men (2010) - Priest Rafael
- Fred: The Movie (2010) - Pet Store Owner
- The Tomato (2010) - The Principal
- Language of a Broken Heart (2010) - Adam Lebowitz
- Love Is Retarded (2010) - Gary
- The Proposal (2009) - Ramone
- Beethoven's Big Break (2008) - Tick
- Reno 911!: Miami (2007) - Jose Jose Jose
- When Do We Eat? (2005) - Santa Designer
- Last Laugh '04 (2004) - Latino Man
- The Italian Job (2003) - Security Guard
- Sun Gods (2002) - Concepcion